# 田万ダム
田万ダム（たまんダム）は、香川県綾歌郡綾川町、綾川水系田万川に建設されたダム。

## 概要
田万川は綾川町の南東にある前山の北東嶺に水源を発した後、北流し、綾川町山田上で綾川に合流する。田万ダムはこの田万川の中ほどに香川県により建設されたダムであり、西隣の綾川本川にある長柄ダムと共に、下流域の治水・利水に利用される多目的ダムである。綾川ダム群再開発事業により長柄ダム・田万ダム間に導水トンネルを建設する計画がある。
貯水池の名称は綾山湖。湖畔の道を利用して、1992年より毎年秋に綾山湖サイクルロードレースが開催されている。2004年香川のみどり百選に選定。

## 周辺
- 柏原渓谷
- 高山航空公園
- さぬき空港公園

## 参考資料
- 田万ダム 香川県
- 綾川ダム群再開発事業
- 綾上町誌